# Paranormal Investigations
Paranormal Investigations (Originaltitel: Death of a Ghost Hunter) ist ein Low-Budget-Horrorfilm von Sean Tretta aus dem Jahr 2007.

## Handlung
Weil vor 20 Jahren im Haus von Seth Masterson eine ganze Familie getötet wurde, geben die Geister der Opfer keine Ruhe. Darum versucht Seth Masterson mit Hilfe der Geisterjägerin Carter Simms dem Spuk ein Ende zu setzen.
Dem Geisterjäger Carter Simms werden von Seth 5.000 US-Dollar angeboten, um ein Wochenende im Masterson-Haus zu verbringen. Dort soll er dann paranormale Aktivitäten untersuchen. Seth stellt Colin Green als Videofilmer und Yvette Sandoval als Journalistin ein. Gemeinsam bauen sie ihre Ausrüstung auf und suchen nach Beweisen für Geister oder paranormale Aktivitäten.
Die Gruppe wird von Mary Young Mortensen, einem jungen Mitglied der Mastersons-Kirche, begleitet. Sie behauptet, dass sie auch vom Eigentümer des Hauses zur Unterstützung bei der Untersuchung geschickt wurde. Sie erklärt auch, dass sie da ist, um den Ruf der Mastersons zu schützen, weil sie großartige Mitglieder ihrer Kirche waren.
Die Gruppe bleibt drei Tage im Masterson-Haus. Es passieren einige mysteriöse Dinge: Die Raumtemperatur im Hauptschlafzimmer sinkt in kurzer Zeit dramatisch; ein Stuhl bewegt sich von alleine; Ein Schuss und geheimnisvolle Stimmen werden aufgenommen und einige Geisterfiguren werden auf Video aufgenommen.
Zu Beginn des dritten Tages erhält Colin einen Anruf vom Eigentümer des Hauses und es stellt sich heraus, dass Mary Young Mortensen niemals im Haus sein sollte; so zwingt Carter Mary, zu gehen.
Später in der Nacht passiert nicht viel, aber die Gruppe sieht ein Videoband und sieht eine Figur im Gästehaus. Während sie das Gästehaus untersuchen, schwenkt die Szene auf Mary, die in einer Radio-Talkshow sitz und besorgt ist, dass die Leute den guten Namen der Mastersons diskreditieren. Sie kehrt ins Haus zurück.
Mary beginnt dann, alle Mitglieder der Gruppe zu töten, schreibt eine Notiz und begeht Selbstmord, ähnlich wie die Mutter in den Eröffnungsszenen des Films.
Es stellte sich heraus, dass Mary das kleine Kind war, das die Mutter in der Eröffnungsszene verlassen hatte. Sie wurde gerettet, bevor sie ertrank, und wurde offenbar vom Polizisten adoptiert, der am Tatort ankam. Während Mary sich auf ihren Selbstmord vorbereitet, erzählt sie die schmutzige Geschichte der Mastersons, die die Inhaftierung, Vergewaltigung und Folterung ihrer Mutter beinhaltet, die schließlich mit ihr schwanger wurde. Die Geburt von Mary veranlasste Frau Masterson, ihre Familie und Marys Mutter zu töten.
Als der Film endet, wechselt er zu einer Szene, in der Carter eine Infrarotkamera betrachtet. Sie ist jetzt ein Geist im Haus.

## Kritiken
„Mit einem Minibudget realisiert, sorgt der Film für enorm dichte Atmosphäre und einige Gänsehaut-Momente. Vor allem der konsequente Schluss liegt noch lange nach dem Abspann schwer im Magen. Zart besaitete Gemüter sollten besser einen Bogen um den Streifen machen, der auch einige drastische Effekte aufweist.“

„Der angsteinflössendste Film des Jahres.“

## Fortsetzungen
In Deutschland wurden die acht Low-Budget-Filme 8213: Gacy House, Paranormal Entity, Paranormal Incident, 7 Nights of Darkness, Ghost Magnet, Pennhurst, Preston Castle sowie Paranormal Captivity als Fortsetzungen zu Paranormal Investigations veröffentlicht.

## Auszeichnungen
2007 gewann Sean Tretta für den Film einen Preis beim New York City Horror Film Festival in der Kategorie Bestes Drehbuch. Einen weiteren Preis gewann Paranormal Investigations beim Phoenix Film Festival.